# Валдина
Валдина (итал. Valdina) је насеље у Италији у округу Месина, региону Сицилија.
Према процени из 2011. у насељу је живело 356 становника. Насеље се налази на надморској висини од 223 м.

## Становништво
| 1931. | 1936. | 1951. | 1961. | 1971. | 1981. | 1991. | 2001. | 2011. |
| ----- | ----- | ----- | ----- | ----- | ----- | ----- | ----- | ----- |
| 1.004 | 1.066 | 1.095 | 1.332 | 1.326 | 1.322 | 1.292 | 1.209 | 1.352 |